# Więzadło

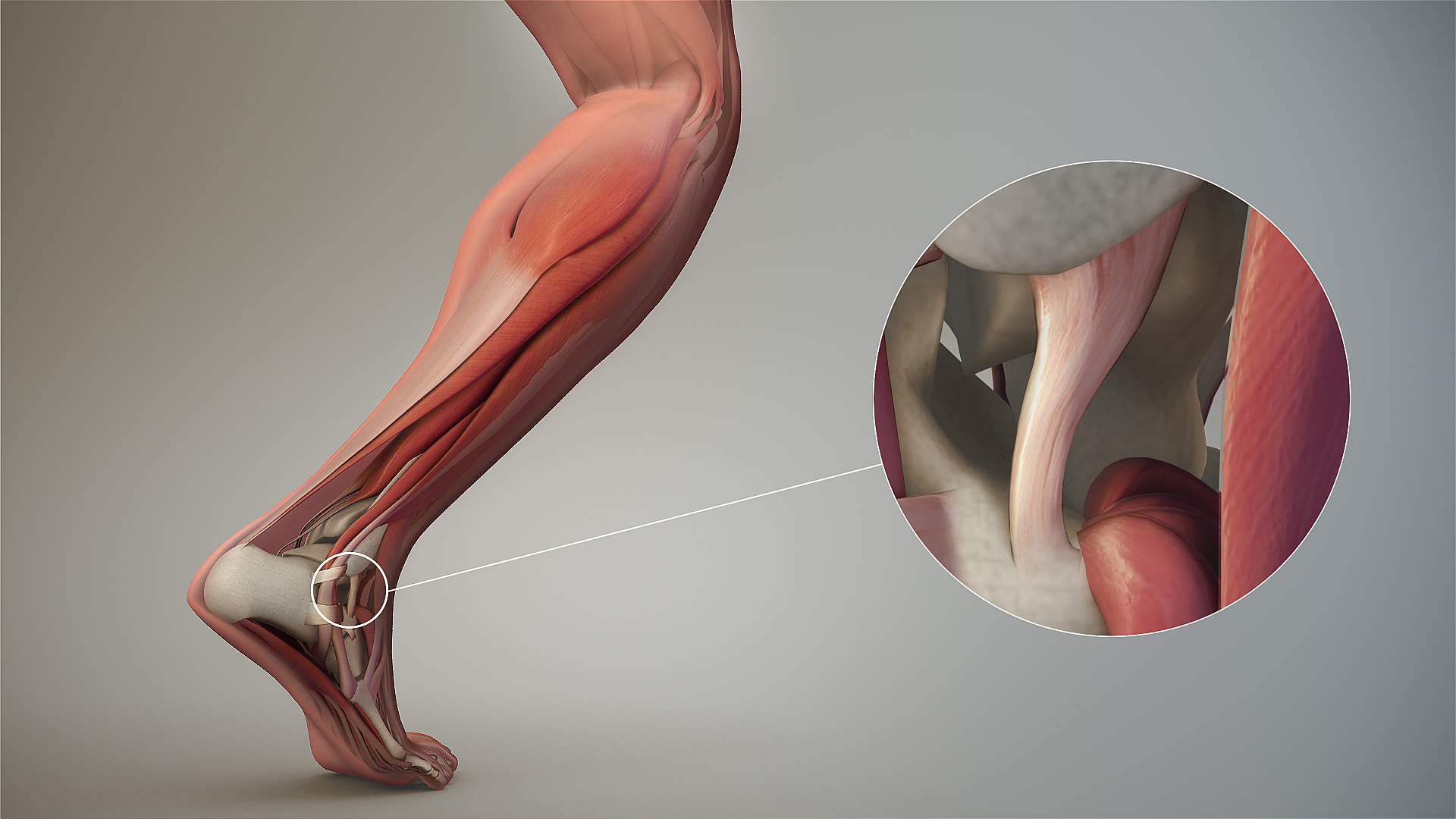
Więzadło w kostce

Więzadło, wiązadło, ligament (łac. ligamentum) – wieloznaczne pojęcie anatomiczne:
- Pasma wytrzymałej tkanki łącznej, które zwykle łączą kości między sobą, wzmacniając stawy (ruchome połączenia między kośćmi)[1]. W przypadku więzadeł stawowych wyróżniane są więzadła torebkowe, przebiegające w ścianie torebki stawowej, zewnątrztorebkowe oraz wewnątrztorebkowe[2]. Mogą również łączyć kości poza stawami[1]. Więzadła mocują też zęby w szczęce[3].

- Terminem więzadeł w anatomii człowieka nazywa się również fałdy, blaszki lub odcinki krezek otrzewnej[4].

- Wiązadło u owadów – sklejone nici końcowe rureczek jajnikowych przytwierdzające jajnik do ściany ciała[5].

- Wiązadło skrzydła – łączący się z tułowiem wąski pas zgrubiałej błony brzegu skrzydła owadów[5].

- Zbudowane z konchioliny i chrzęstnego resilium elastyczne połączenie połówek muszli małży powodujące rozchylanie muszli przy rozluźnionych mięśniach zwieraczach[6].

- Łącznotkankowa przegroda pseudocelu kolcogłowów[6].